# Beignet salé
 (avril 2025).
Si vous disposez d'ouvrages ou d'articles de référence ou si vous connaissez des sites web de qualité traitant du thème abordé ici, merci de compléter l'article en donnant les références utiles à sa vérifiabilité et en les liant à la section « Notes et références ».

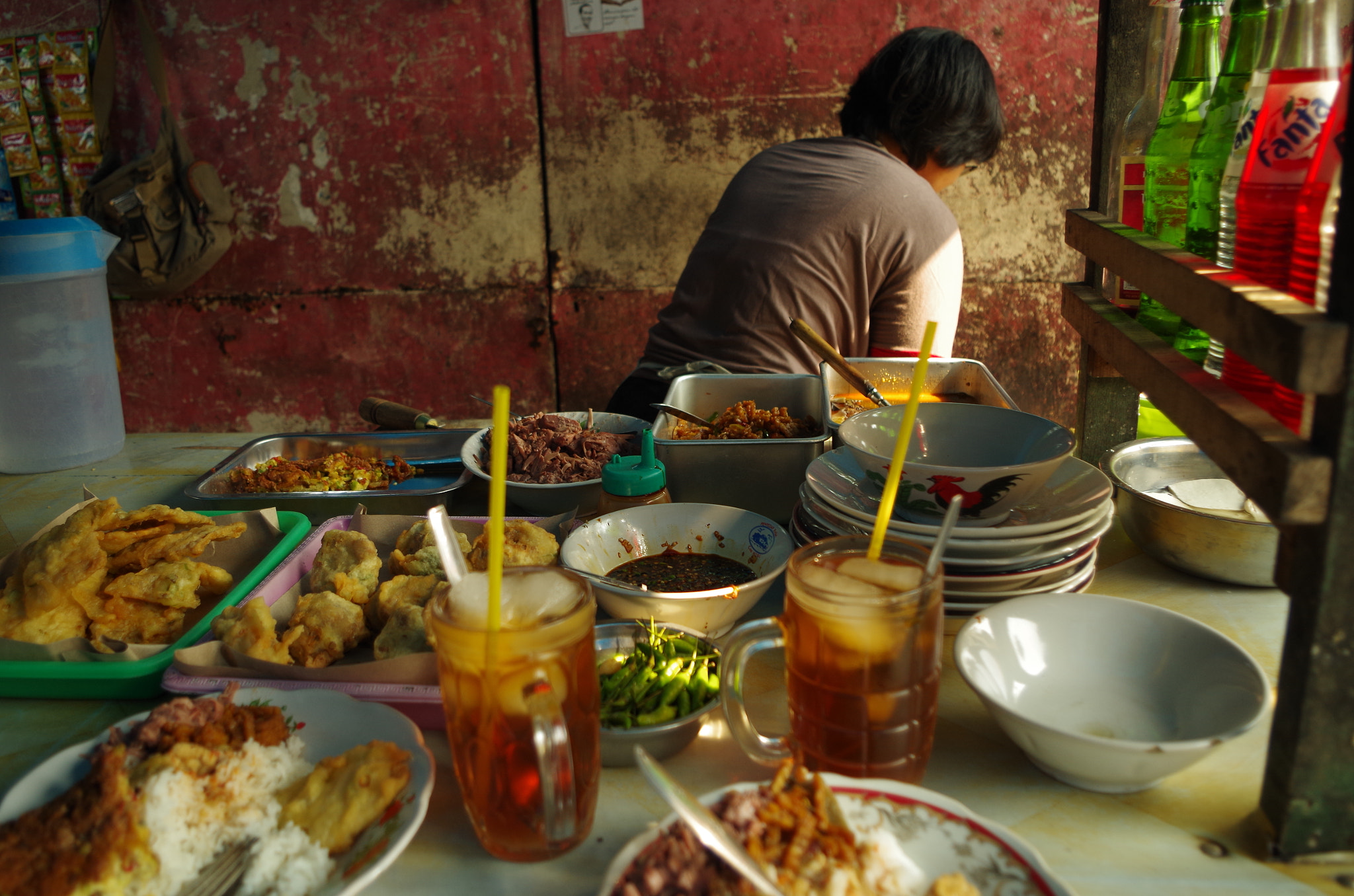
Stand de cuisine de rue indonésien où l'on peut manger plusieurs types de beignets salés.

Les beignets salés (fritters en anglais) sont :
(Pour les sucrés, voir beignet.)

## Antilles
Acras

## Belgique

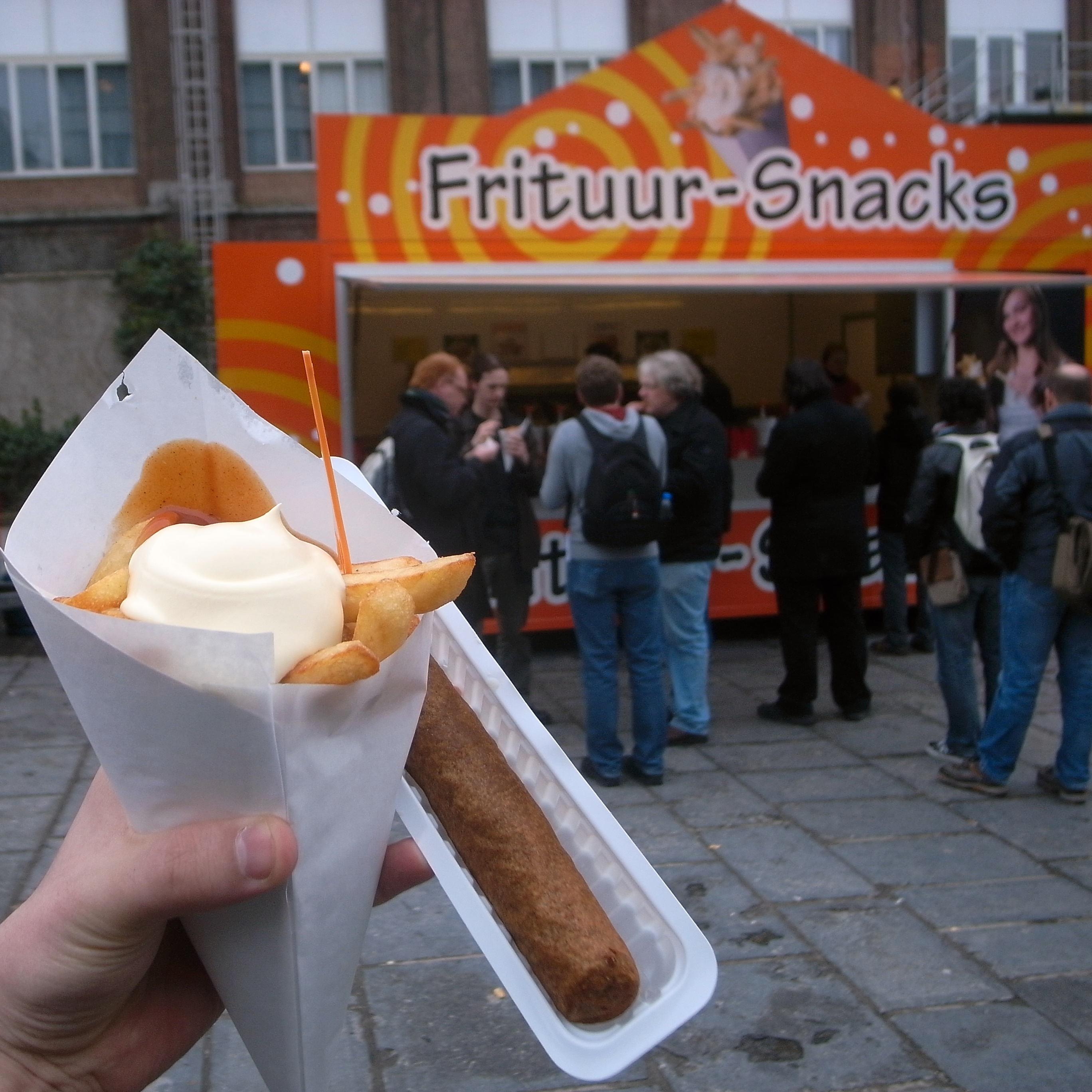
Une fricadelle.

- Fricadelle

## Birmanie
Ils sont appelés a-kyaw (birman : အကြော်).
- Burmese fritters (en)
- Burmese tofu (en)

## Brésil
- Acarajé

## Colombie
- Caribañola

## Amérique du Nord

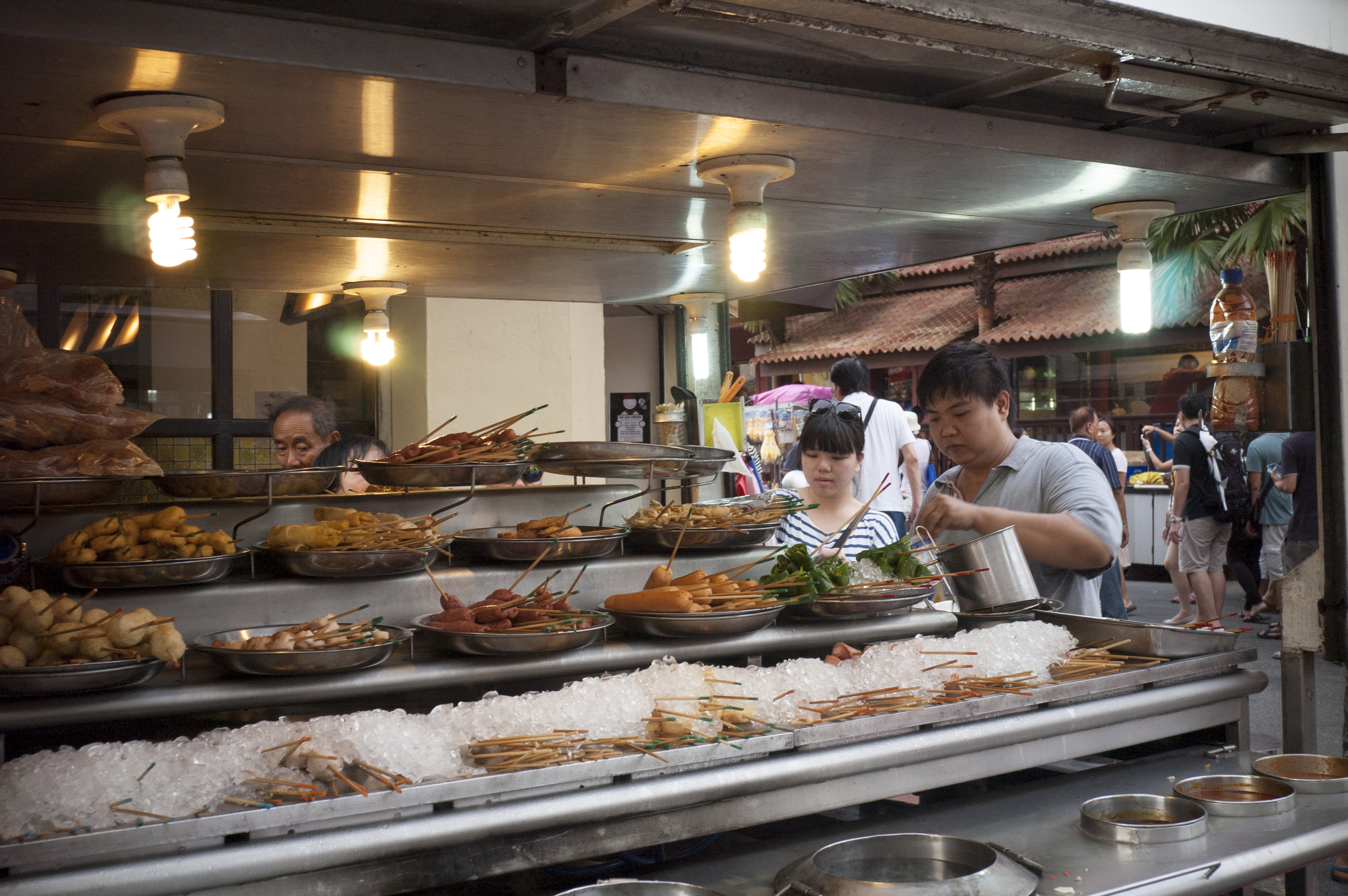
Un Lok-lok de Malacca, stand vendant des plats sur bâtonnets

- Beignet d'oignon
- Deep-fried butter (en)
- Hash browns (en)
- Hushpuppy
- Pizza puff (en)
- Poulet frit
- Ripper (food) (en)
- Saucisse sur bâtonnet
- Toasted ravioli (en)

## Chine
- Wonton

## Corée
L'appellation des beignets est  twigim (튀김).

## France
- Bonbon piment
- Bâtonnets de mozzarella
- Beignets de fleurs de courgette
- Beignet de pommes de terre
- Croquette
- Tourton

## Espagne
- Cuchifritos

## Grèce
- Saganáki

## Inde
- Batata vada
- Bhatoora
- Bhajji aux oignons
- Bonda
- Chaat
- Pakora
- Panipuri
- Samoussa
- Vada

## Indonésie
- Bakwan (en)
- Emping
- Fried mushrooms (en)
- Krupuk
- Perkedel
- Pisang goreng
- Tahu goreng

## Italie
- Arancini
- Crocchè
- Panelle
- Panzerotti
- Supplì

## Japon
- Kakiage
- Karaage
- Menchi-katsu
- Tempura
- Tonkatsu

## Malacca
- Lok-lok

## Mexique
- Chimichanga
- Taquito (en)

## Moyen-Orient
- Falafel

## Pays-Bas

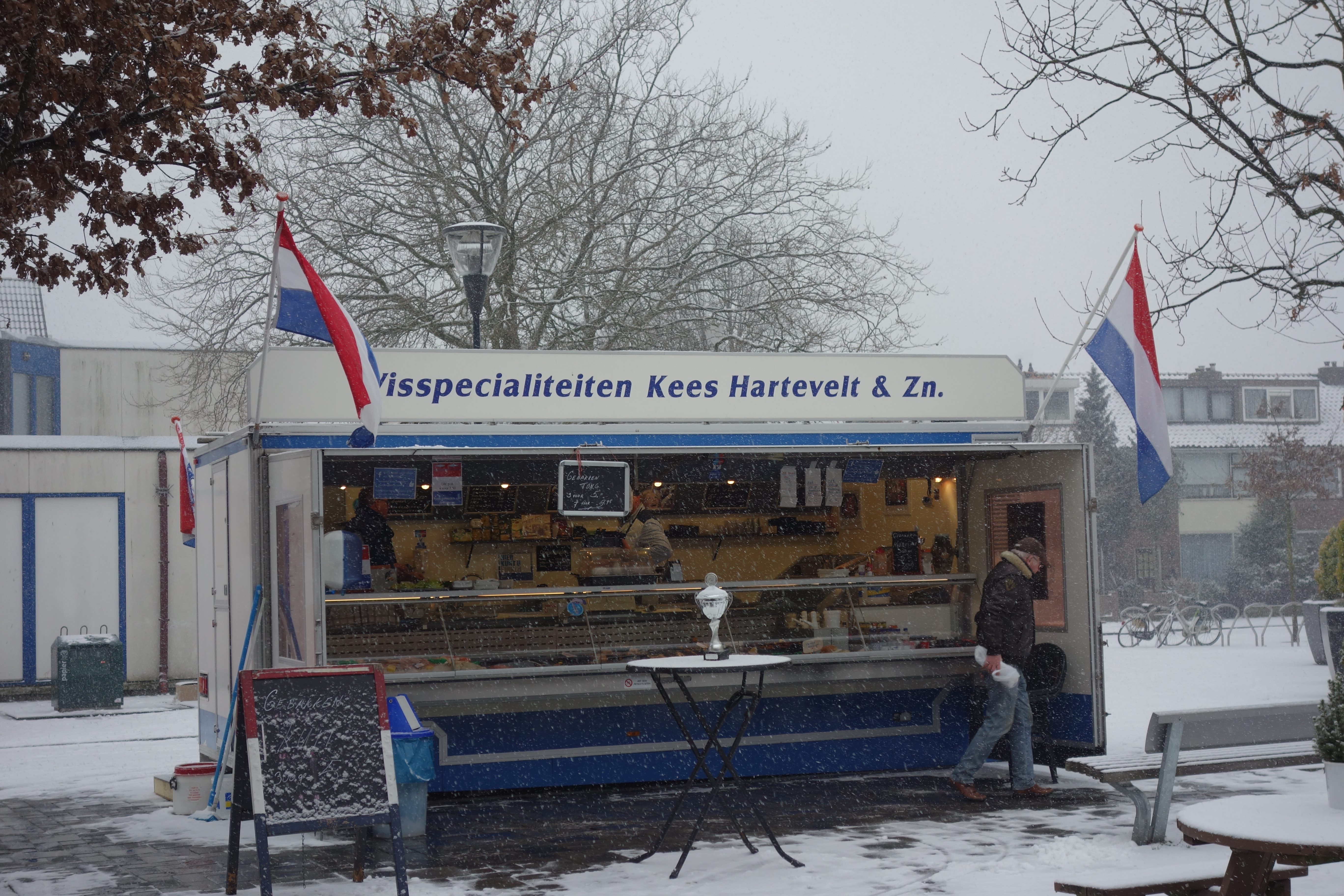
Food truck néerlandais

- Bamischijf (en)
- Bitterballen
- McKroket
- Fricadelle

## Philippines
- Camote cue

## Porto Rico
- Alcapurria (en)

## Roumanie
- Cașcaval pane (en)

## Royaume-Uni
- Fish and chips
- Scotch egg

## République tchèque
- Smažený sýr

## Suisse
- Malakoff

## Trinité-et-Tobago
- Pholourie (en)

## Tunisie
- Fricassé

## Viêt Nam
- Bánh rán (en)
- Nem rán
- Pâté impérial